# Dubravka Šimonović
Dubravka Šimonović (Zagreb, 11 de agosto de 1958) es una jurista croata especialista en políticas de igualdad entre hombres y mujeres y Derechos Humanos. En junio de 2015 fue nombrada Relatora Especial sobre la violencia contra la mujer, sus causas y consecuencias por el Consejo de Derechos Humanos de la ONU con el objetivo de recomendar medidas y estrategias en el ámbito nacional, regional e internacional para eliminar la violencia contra las mujeres. De 2002 a 2014 ha sido miembro del Comité de la CEDAW. Dirigió el Departamento de Derechos Humanos del Ministerio de Asuntos Exteriores de la República de Croacia y ha sido coordinadora en igualdad de género del ministerio.

## Trayectoria
Estudió derecho en la Universidad de Zagreb (1991) y se doctoró en Derecho en 1997. Fue investigadora invitada en la Columbia Law School (2002) y profesora invitada en el Urban Morgan Instituto de los Derechos Humanos de la Universidad de Cincinnati (2011).
Comprometida desde sus inicios profesionales en la lucha contra la violencia de género en 1994 empezó a trabajar como jurista en el Programa de Protección y Ayuda a las Víctimas de Violencia del Gobierno de Croacia en 1994 y fue miembro fundadora del Comité Nacional por la Igualdad de la Mujer de Croacia (2002-2004). Posteriormente fue coordinadora de Igualdad de Género del Ministerio de Asuntos Exteriores de 2004 a 2006. Mientras tanto, en 2002 asumió la dirección del departamento de Derechos Humanos del Ministerio de Asuntos Exteriores de Croacia.
En 2006 fue nombrada embajadora y fue ministra plenipotenciaria de la Misión Permanente de Croacia ante la ONU en Nueva York.
En 2002 a 2014 fue miembro del Comité de la ONU para la CEDAW con diversas responsabilidades, entre ellas: relatora (2005-2006), presidenta (2007-2008) y presidenta del Grupo de Trabajo del Protocolo Facultativo relativo a la Comunicación (2011-2012).
También participó en el grupo asesor de UNIFEM para publicar el informe "El progreso de las Mujeres del Mundo" (2009-2011).
Desde abril de 2013 fue embajadora ante la OSCE y la ONU en Viena. Fue copresidenta del Comité ad hoc CAHVIO del Consejo de Europa que elaboró la Convención sobre la Prevención y Lucha contra la violencia hacia la mujer y violencia doméstica (Convenio de Estambul).

## Observatorio sobre feminicidio
Šimonović ha pedido la creación en cada país de un Observatorio del Feminicidio que publicara un informe cada 25 de noviembre, Día Mundial contra la Violencia de Género, detallando el número de muertes relacionadas con temas de género por año, desglosado por edad, sexo y origen étnico de los autores, así como la relación entre el autor y la víctima entre otros aspectos. También información pública sobre si los autores han sido jugados y castigados con el objetivo de que se puedan determinar las deficiencias de los sistemas nacionales de prevención, la falta de evaluación de riesgos y la gestión, y la identificación errónea, la ocultación y el subregistro de muertes relacionadas con el género.
La relatora considera que entre las principales barreras para la prevención de feminicidios destacan las debilidades de los sistemas nacionales, la falta de evaluación adecuada de los riesgos y la escasez o mala calidad de los datos.